# Izgon iz Raja (Masaccio)
Izgon iz Raja je Masacciova freska u firentinskoj crkvi Santa Maria del Carmine predstavlja jednu od prvih renesansnih slika u kojoj su prvi put upotrijebljena pravila linearne perspektive, ali i snažnih emocija, koje su bile novina rane renesanse. No, najpoznatija je kao prvo djelo, nakon antike, koje prikazuje realistična i naga ljudska tijela, aktove.

## Odlike
Slika je utjelovljenje biblijske priče o progonu Adama i Eva iz Edena (Knjiga Postanka, 3. poglavlje), ali s mnogo umjetničke slobode prikaza. Masaccio je prikazao prizor kada prve ljude, Adama i Evu, anđeo protjeruje iz edenskog vrta nakon što su pojeli plodove sa stabla „spoznaje dobra i zla“. Na freski su prikazana tri lika, Adam i Eva u dinamičnom iskoraku, Adam se hvata za lice, a Eva bolno urla, dok je Anđeo prikazan s mačem u desnoj ruci i s lijevom rukom koja pokazuje Adamu i Evi izlaz iz Raja. 
Oblici Masacciojevih Adama i Eve konstruirani su ne linijski, već s jako diferenciranim područjima svjetla i mraka (kjaroskuro) što im daje izraženi trodimenzionalni osjećaj reljefnosti. Masolinoove figure u istoj kapeli izgledaju fantastično, dok su Masacciove izražajnog volumena i dramatičnih izraza lica, te izgledaju kao da postoje u svijetu gledatelja, osvijetljene prirodnim svjetlom. Izražajni pokreti i geste koje Masaccio daje Adamu i Evi snažno prenose svoju tjeskobu zbog toga što su bili protjerani iz Edenskog vrta i dodaje psihološku dimenziju impresivnom fizičkom iluzionizmu tih figura. Masaccievo djelo čini gledatelja svjesnim srama i bola kroz koji su Adam i Eva prolazili. 
U Masacciovoj slici Adam, iako grješnik, nije izgubio svoje dostojanstvo; on se ne doimlje ni oštećenim niti degradiranim, a ljepota njegovog tijela je spoj klasičnih arhetipova i inovativnih oblika izražavanja. Znanstvenici su isticali kako su vjerojatni uzori za lik Adama bili npr. klasični modeli kao što su mitološki Laokont i satir Marsijas. Što se tiče Eve, ne može se zaobići nešto ranije tumačenje grčko-rimske "Venere Pudice" (grčka Afrodita Knidska) iz 14. stoljeća (npr. Nicola Pisano). Ali Masacciojeva Eva je samo slična onoj u njezinoj gesti, jer njezino tijelo štoviše dramatično izražava sve patnje na svijetu. No, svo ovo posuđivanje iz klasike Masaccio je upotrijebio na vrlo osoban način, kako bi izgradio potpuno originalan krajnji proizvod koji je doista impresionirao svoje suvremenike. Ovaj rad je tako posebno utjecao na Michelangela koji je ovu temu na sličan način prikazao na svodu Sikstinske kapele.
Genijalnost ovoga djela je i u vješto riješenom problemu formata koji je izrazito vertikalno izdužen. Masaccio je prikazao perspektivu prostora jednostavno stavivši visoka i u dubinu skraćena lučna vrata u lijevu stranu slike i anđela koji se nalazi malo za vratima, ali iznad Adama i Eve. Adamova peta kao da je ostala malo unutar tih vrata. 
Pokreti debelim kistom i jako sjenčanje čine Adama i Evu savršeno ljudskima. Uporaba suptilnog izvora svjetlosti s desne strane slike omogućava Masacciu da naglasi detalje njihovih tijela. Kao i kod kasnijih njegovih djela, likovi nisu definirani linijama i potezima, nego detaljima i bojama. 
Prikaz golotinje ovu sliku je u njezino vrijeme činilo jako kontroverznom, da bi kasnije prikazana golotinja bila prikrivena smokvinim lišćem koje nije bilo otklonjeno sve do restauracije osamdesetih godina devetnaestog stoljeća.
Za ovo djelo s pravom možemo reći da je za to vrijeme bilo revolucionarno jer označava kraj gotike i početak talijanske renesanse, a Masaccio kao prvi slikar renesanse predstavlja tradicionalnu kršćansku temu i prizor iz Biblije živahnim detaljima i revolucionarnom uporabom perspektive.

## Vanjske poveznice
- ItalianRenaissance.org: Masaccio’s Expulsion of Adam and Eve from Eden